# Médias adventistes
Les médias adventistes comprennent des ministères de communication dans l'imprimerie, la radio et la télévision. Ceux-ci transmettent des informations sur la santé, l'éducation, la vie familiale, les enseignements de la Bible et les activités de l'Église adventiste du septième jour. L'adventisme a une longue histoire de production médiatique, remontant au mouvement millérite des années 1840 qui utilisa de nombreuses publications périodiques pour annoncer le retour du Christ. Certains ministères médiatiques sont financés directement par l'Église adventiste ; d'autres sont auto-financés par les dons des personnes qui les apprécient.

## Agence d'information
Les nouvelles de l'Église adventiste du septième jour sont relayées aux adventistes et aux médias du monde entier par son réseau d'information.
- Adventist News Network (ANN) - l'Agence d'information adventiste - est l'agence de presse officielle au service du département des communications de la Conférence générale (la direction mondiale) de l'Église adventiste du septième jour. Fondée en 1994, l'agence possède treize branches régionales à travers le monde. ANN fournit des informations en cinq langues - anglais, français, espagnol, portugais et italien - aux publications périodiques de l'Église adventiste qu'elles peuvent reproduire et commenter : discours importants, discussions, votes de règlements, rapports financiers, évènements significatifs et informations qui reflètent les croyances et le mode de vie adventistes[1]. Selon la ligne éditoriale d'ANN, son objectif est de fournir " des informations correctes, neutres, avec des propos non incendiaires et responsables "[2].
- Dans la francophonie, le Bulletin d'information adventiste (BIA) est un bulletin de presse mensuel tiré à mille exemplaires[3].

## Publications

### Maisons d'édition
L'Église adventiste possède 80 maisons d'édition à travers le monde, qui publient des livres et des centaines de revues en 369 langues. Leur plus grosse production est l'impression des manuels trimestriels d'étude de la Bible (catéchèse, connue comme l'École du sabbat), par catégories d'âge pour les adultes, les jeunes et les enfants. À travers le monde, plus de 20 millions de personnes lisent chaque semaine ces études.
Review and Herald Publishing Association (RHPA) - l'imprimerie Review and Herald - est la maison d'édition adventiste la plus ancienne et la plus connue dans le monde. Elle fut fondée en 1855 par James White. Plusieurs maisons d'édition adventistes desservent les pays francophones :
- Éditions Vie et Santé (fondée en 1876)[8], Dammarie-lès-Lys, France
- Imprimerie adventiste IMA (1989)[9], Yaoundé, Cameroun
- Maison d'édition adventiste (1953)[10], Antananarivo, Madagascar
- Inter-American Division Publishing Association - IADPA (1983)[11], Doral, Floride, États-Unis
- Pacific Press Publishing Association - PPPA (1875)[12], Nampa, Idaho, États-Unis

### Presses universitaires
Certains centres universitaires adventistes disposent d'une presse qui publie les ouvrages des chercheurs adventistes. Ceux-ci font aussi publier des ouvrages par des imprimeries ou des presses universitaires non adventistes, ou par d'autres éditeurs adventistes, protestants ou catholiques.
Andrews University Press de l'université Andrews, la presse universitaire adventiste la plus réputée, fut fondée en 1969. Elle publie des livres, des revues universitaires, des thèses doctorales et des films qui sont des contributions professionnelles aux champs d'expertise respectifs. Les publications comprennent des recherches en archéologie biblique, histoire, éducation, science, sociologie, exégèse biblique et christianisme pratique. Andrews University Press produit occasionnellement des ouvrages non académiques.
- Revues de théologie publiées par Andrews University Press :
  - Andrews University Seminary Studies (AUSS) - Recherches du Séminaire de l'université Andrews (semestriel)[14]
  - Journal of the Adventist Theological Society (JATS) - Journal de la Société théologique adventiste (semestriel)[15]

En France, diverses imprimeries publient les travaux de la  Faculté adventiste de théologie  du Campus adventiste du Salève.

### Magazines
Les adventistes du septième jour publient de nombreux magazines sur la santé, l'éducation, la vie familiale et les enseignements de la Bible. Parmi les plus notables, on peut citer :
- Adventist Review (la Revue adventiste) est la première publication jamais créée par les adventistes. James et Ellen White la fondèrent en juillet 1848. Pendant longtemps, elle fut la principale source d'information et d'enseignement pour les adventistes du monde entier. Aujourd'hui, son lectorat est essentiellement nord-américain[16].

Il existe de nombreuses éditions locales de la Revue adventiste, ou sous un autre titre, en diverses langues, à travers le monde. Possédant leurs propres équipes de rédaction, elles ne sont pas des traductions de l'édition nord-américaine. Chaque édition traite des besoins qui sont propres aux particularités et sensibilités locales. Unies sur la doctrine adventiste, ces revues reflètent néanmoins la diversité culturelle du monde. La Revue adventiste (édition francophone en Europe) est un périodique mensuel pour la France, la Belgique, la Suisse romande et le Luxembourg.
- Adventist World est la revue mensuelle internationale de l’Église adventiste du septième jour. Elle est publiée en huit langues, dont le français, à deux millions d'exemplaires, et en quatre langues supplémentaires sur Internet[18].
- Des magazines mensuels à grande circulation, comme Signs of the Times (en anglais) et El Centinela (en espagnol), ont des articles détaillés sur l'espérance du retour du Christ, ses enseignements et le mode de vie adventiste. James White fonda Signs of the Times en 1874 à Oakland en Californie[19]. Brenton Connerly fonda El Centinela en 1903 à Mayaguez, à Porto Rico[20].
- Signes des temps et Priorités sont des magazines de ce type dans le monde francophone. Après la publication de l’Évangile éternel (1866-1868) fondé par Michal Czechowski[21], Signes des temps est le périodique adventiste le plus ancien d'Europe. Il a été fondé en 1876 par John N. Andrews à Bâle en Suisse[22]. En Inter-Amérique, Priorités a remplacé en 2004 La Sentinelle (l'édition francophone d'El Centinela)[23].
- Liberty est un magazine bimensuel sur la défense de la liberté religieuse et du principe de la séparation de l’Église et de l’État, publié à plus de 200 000 exemplaires en anglais[24]. Ses équivalents dans les pays hispaniques et francophones sont respectivement Conciencia y libertad et Conscience et liberté (fondé par Dr Jean Nussbaum en 1948)[25], chaque magazine possédant sa propre équipe de rédaction.
- Ministry (Le ministère) est un magazine international mensuel pour les pasteurs, publié à environ 100 000 exemplaires. Environ 18 000 pasteurs adventistes sont abonnés, et près de 85 000 ministres du culte des autres églises chrétiennes et du judaïsme le reçoivent à titre gracieux tous les deux mois[26]. Le magazine est publié en anglais, espagnol, portugais, russe, coréen, chinois, japonais et indonésien. Depuis avril 2009, il est disponible en français[27].
- Shabbath Shalom, un magazine international de réconciliation des chrétiens et des juifs, a été fondé en 1994 par le théologien français Jacques Doukhan. Il célèbre l'héritage spirituel commun des deux communautés de foi[28]. Les articles sont écrits par des érudits juifs, adventistes et d'autres églises chrétiennes. Le magazine francophone, L'olivier, poursuit la même ligne éditoriale.

### Revues d'informations locales
En plus des magazines thématiques, les Unions publient leurs revues de nouvelles et d'inspiration spirituelle pour les adventistes de leurs territoires. Ainsi, Aurore est la revue adventiste trimestrielle des Antilles et de la Guyane françaises. Certaines Divisions, Fédérations et Missions produisent aussi ce type de périodiques. Par exemple, la Division Interaméricaine a publié mensuellement la même édition en quatre langues (anglais, espagnol, français et néerlandais) de Messager (1924-1964), Eclairs d'Inter-Amérique (1964-1996) et de la Revue adventiste (édition interaméricaine, 1996-2005) pour informer les adventistes de cette région du monde.

## Radio
En 1929, l'évangéliste (à ne pas confondre avec évangélique[pas clair]) Harold Richards démarra à Los Angeles en Californie, Voice of Prophecy (Voix de la prophétie), la première émission radiophonique adventiste. Le programme devint assez rapidement populaire, notamment en raison des chants des King's Heralds, un quatuor masculin professionnel dirigé par Wayne Hooper, un musicien et un compositeur talentueux. En 1947, la chanteuse Del Delker à la voix de contralto incorpora le programme. Elle chanta avec le groupe ou en solo. Fameusement, les King's Heralds introduisaient l'émission par le chant, " Elevez la  trompette et sonnez avec puissance : Jésus revient ", et Harold Richards terminait sa causerie par l'exhortation aux auditeurs : " Ayez foi en Dieu ".
En 1942, l'Église adventiste étendit Voice of Prophecy à l'ensemble des États-Unis sur des centaines de radios locales et nationales. En 1947, Radio Luxembourg démarra la diffusion en Europe de l'émission en six langues, dont le français. Le programme est écouté aujourd'hui dans le monde entier, et passe aussi à la télévision.
- Adventist World Radio (AWR) - la Radio mondiale adventiste - fut fondée en 1971. Elle présente des émissions dans plus de 70 langues. AWR utilise les fréquences AM, FM, le satellite, podcasting et Internet. Potentiellement, elle peut atteindre 80 % de la population mondiale[36].

Il existe environ 110 stations de radio adventistes à travers le monde. Dans la francophonie, plusieurs radios adventistes émettent sur l'ensemble de leurs territoires, présentant des émissions variées : musique, informations, jeux, culture, histoire, santé, éducation, vie familiale, vie des associations, enseignements de la Bible. La plupart des animateurs sont des bénévoles adventistes et non adventistes :
- Radio Vie Meilleure (RVM), fondée en 1982, Abymes, Guadeloupe[38]
- Radio Joie de Vivre (RJV), Cayenne, Guyane[39]
- Radio Voix de l'espérance, Port-au-Prince, Haïti[40]
- Radio Espérance, fondée en 1982, Fort-de-France, Martinique[41]
- Radio La Voix de l'Espérance, Genève, Suisse[42]
- Radio Voix de l'espérance, Papeete, Tahiti[43]

## Télévision
En 1950, William et Virginia Fagal démarrèrent à New York Faith for Today (Foi pour Aujourd'hui), la première émission  adventiste de télévision. Le programme comprenait un court métrage suivi d'une courte réflexion biblique et d'un chant interprété par un quatuor masculin. Trois ans plus tard, 130 stations de télévision diffusèrent cette émission hebdomadaire dans les grandes villes. Aujourd'hui, la société de production Faith for Today présente aussi d'autres programmes, tels que " L'évidence " et le " Magazine du mode de vie chrétien ", regardés dans le monde entier.
En 1956, George Vandeman lança l'émission It is written, un mélange de clips documentaires et d'explication de versets bibliques. Le directeur de la production résuma son contenu par ces mots : " la Bible est la star de ce show ". Le programme est l'émission télévisée adventiste la plus regardée aujourd'hui dans le monde. Il est présenté dans de nombreux pays, étant traduit ou produit avec un contenu différent par d'autres présentateurs en plusieurs langues. La version française, Il est écrit, produite au Canada, est présentée par José Élysée.
- Hope Channel - la télévision de l'espoir - est le réseau international de télévision de l’Église adventiste. Il comprend 46 chaînes de télévision en 37 langues, incluant Espérance TV en français[48].
- Three Angels Broadcasting Network (3ABN) - le réseau de télévision des trois anges - est la première chaîne de télévision créée par des adventistes. Il possède quatre chaînes couvrant par satellite et Internet le monde entier, et utilise quatre langues : l'anglais, l'espagnol, le portugais et le russe. Dany et Linda Sheldon fondèrent 3ABN en 1986 à Thompsonville dans l'Illinois[49].
- Loma Linda Broadcasting Network (LLBN) - le réseau de télévision de Loma Linda - possède trois chaînes par satellite en anglais, arabe et chinois, couvrant le monde entier. Ganin Hanna fonda LLBN en 1997 à l'université de Loma Linda en Californie[50].

## Film

### Festival cinématographique
La Division nord-américaine de l'Église adventiste démarra le festival international de films SONscreen en 2004 pour encourager les réalisateurs adventistes et chrétiens, à développer leurs talents, leur spiritualité et leur carrière dans l'industrie cinématographique. SONscreen signifie « le Fils (de Dieu) à l'écran ». Stacia Wright, la fondatrice de SONscreen, résume ses objectifs : « Nous soutenons les jeunes réalisateurs qui veulent réaliser des œuvres d'intégrité et percer dans l'industrie cinématographique tout en maintenant les principes de leur foi, et nous les encourageons à raconter des histoires inspirantes pour leurs communautés de foi ».
Le festival SONscreen se déroule annuellement au centre média adventiste, AMP Studios, de Simi Valley en Californie. Mais tous les cinq ans, il se tient dans la ville désignée pour la session mondiale de la Conférence générale de l'Église adventiste. Le jury du festival décerne dans chacune des trois catégories (Lycée, international et professionnel) six prix pour les meilleurs films : drame, comédie, animation, documentaire, clip promotionnel et vidéo musicale. Deux  prix sont les plus prestigieux : le prix du film préféré des spectateurs, et surtout, le prix du meilleur film du festival.